# Dianthus japigicus
Dianthus japigicus là loài thực vật có hoa thuộc họ Cẩm chướng. Loài này được Bianco & S.Brullo mô tả khoa học đầu tiên năm 1988.